# Swalawa
Swalawa (ukr. Свалява, węg. Szolyva, niem. Schwallbach, słow. Svaľava, rum. Svalova, jidysz Swaljawy, Swaliwe, Swaljawe, Swaljiwe) – miasto powiatowe w rejonie mukaczewskim obwodu zakarpackiego w zachodniej Ukrainie (na Zakarpaciu), dawna stolica rejonu zlikwidowanego w wyniku reformy administracyjno-terytorialnej w 2020 r. Leży w górnej części doliny Latoricy, oddzielającej pasma Makowicy i Bużory. Znany na Ukrainie ośrodek uzdrowiskowy, liczne sanatoria i ośrodki turystyczne, około 100 źródeł wód mineralnych. W mieście jest wyspa Martha-Margarita (ukr. Марта-Маргарита). W mieście rozwinął się przemysł drzewny, spożywczy oraz pamiątkarski.
Kilka kilometrów na zachód od Swalawy przebiega ukraińska droga krajowa M06 (międzynarodowa E50 i E471) z Mukaczewa do Stryja. Przez samą Swalawę biegnie linia kolejowa łącząca te miasta.

## Historia
Swalawa istnieje od XIII wieku. Została założona za czasów Królestwa Węgier przez niemieckich osadników. Leżała w komitacie Bereg. W XVI i XVII wieku należała do dominium mukaczewsko-czynadijewskiego. W XIX i XX wieku powstało kilka zakładów przemysłowych związanych z produkcją leśną. Na obszarze miasta odnaleziono pozostałości osiedla z I tysiąclecia p.n.e. W mieście znajduje się muzeum regionalne i zabytkowa cerkiew pw. świętego Michała z 1759.
Miasto od 1957.
W 1975 liczyła 14,1 tys. mieszkańców.
W 1989 liczyła 18 036 mieszkańców.
W 2022 roku liczyła 17 068 mieszkańców.

## Miasta partnerskie
- Stará Ľubovňa
- Połaniec

## Galeria

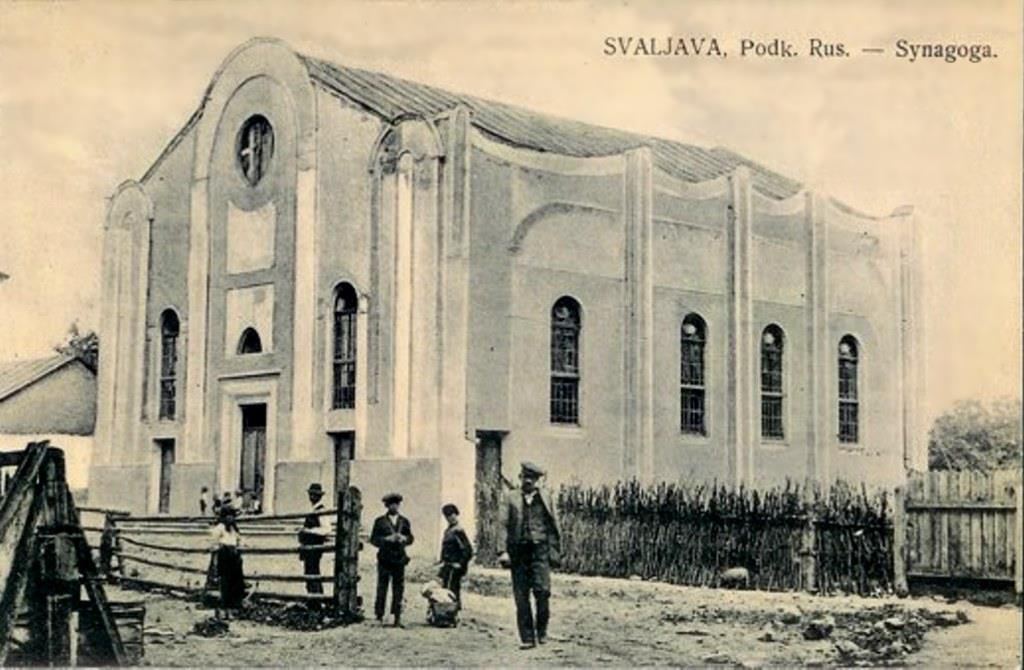
Synagoga w Swalawie
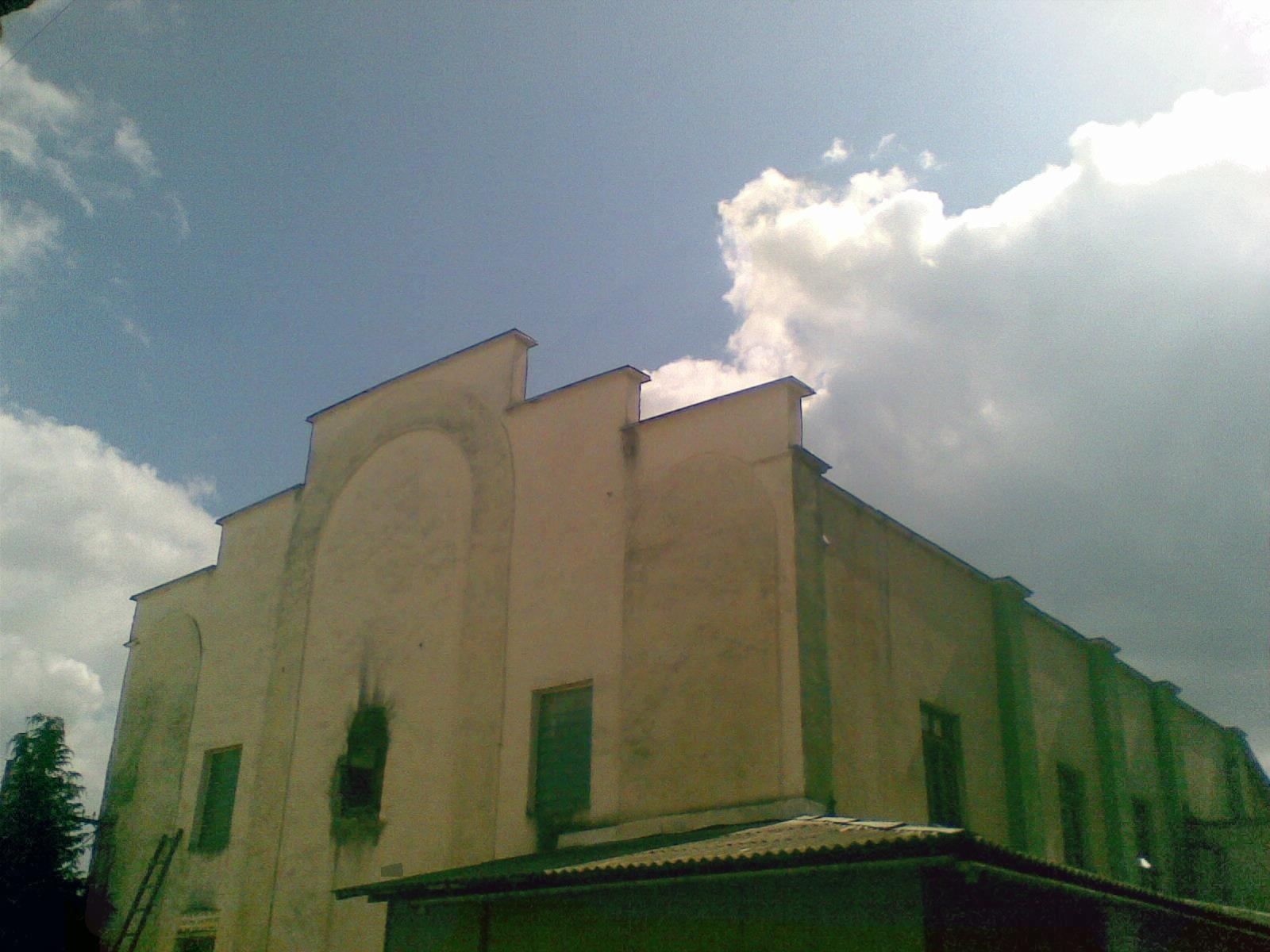
Synagoga w Swalawie, dziś piekarnia
Jeszcze jedna dawna synagoga
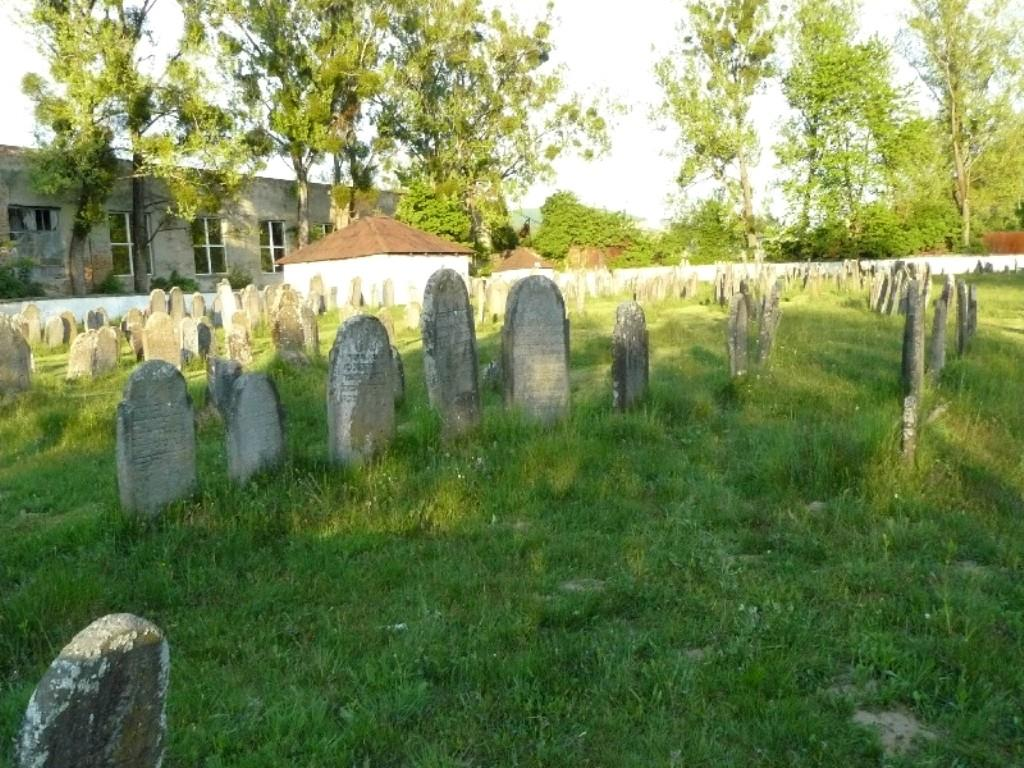
Cmentarz żydowski